# Komisariat Straży Celnej „Rutki”

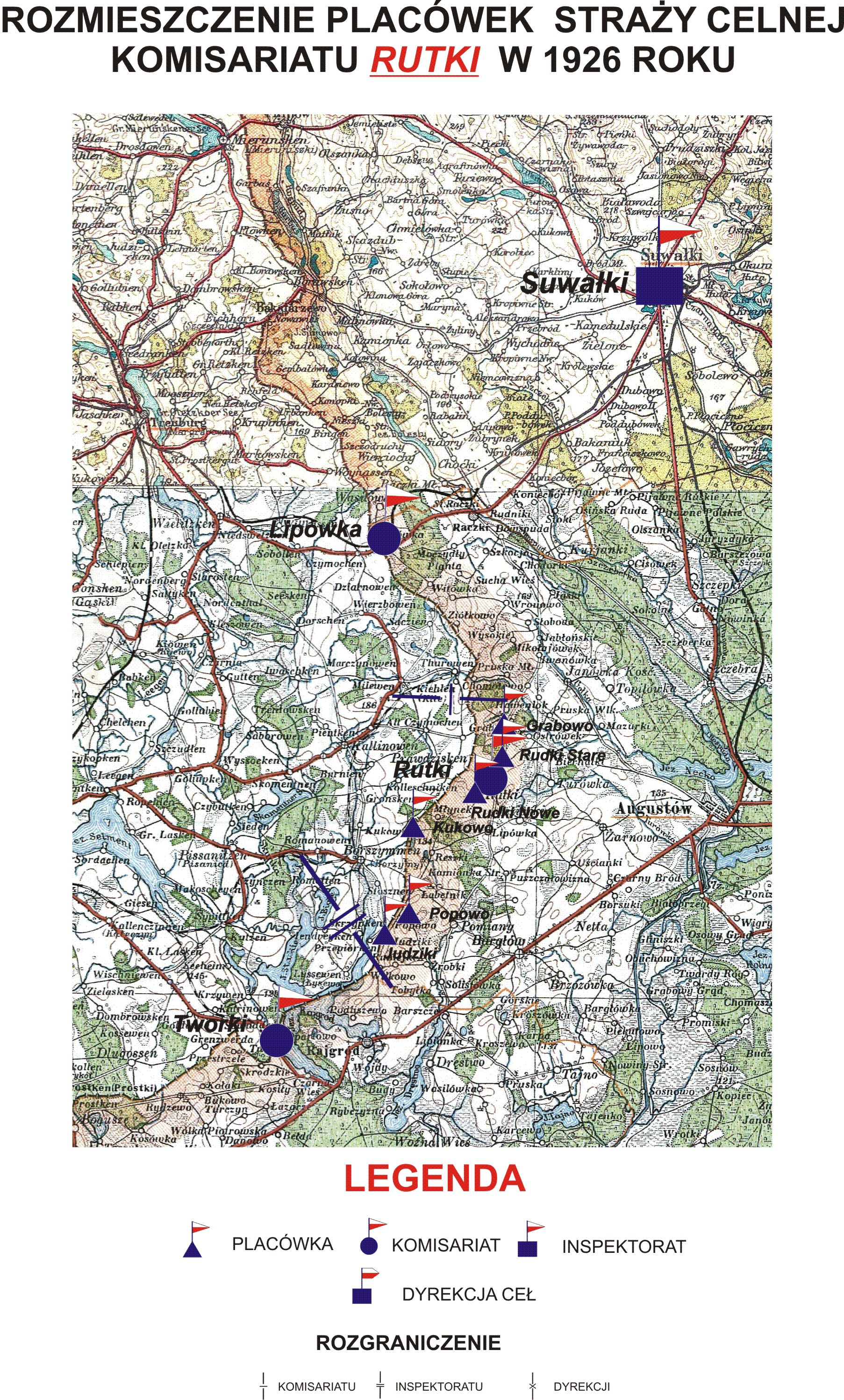
Rozmieszczenie placówek SC komisariatu "Rutki" w 1926

Komisariat Straży Celnej „Rutki” – jednostka organizacyjna Straży Celnej pełniąca służbę ochronną na granicy polsko-niemieckiej w latach 1921–1928.

## Formowanie i zmiany organizacyjne
Na wniosek Ministerstwa Skarbu, uchwałą z 10 marca 1920 roku, powołano do życia Straż Celną. Od połowy 1921 roku jednostki Straży Celnej rozpoczęły przejmowanie odcinków granicy od pododdziałów Batalionów Celnych. Proces tworzenia Straży Celnej trwał do końca 1922 roku. Komisariat Straży Celnej „Rutki”, wraz ze swoimi placówkami granicznymi, wszedł w podporządkowanie Inspektoratu Straży Celnej „Suwałki”.
1 czerwca 1921 roku w Reczkach stacjonowało jeszcze dowództwo 3 kompanii celnej 2 batalionu celnego. Posiadała ona swoje placówki w miejscowościach: Lipówka, Korytki, Chanieńtowo, Rudki, Reszki, Popowo, Judzik, Podliszewo. 
Na przełomie roku 1921/1922 ochronę granicy państwowej w tym rejonie od pododdziałów 2 batalionu celnego przejęła Straż Celna.
W latach 1927/1928 Inspektorat Straży Celnej „Suwałki” został rozwiązany i przekazał rejon ochranianej granicy państwowej pod jurysdykcję Korpusowi Ochrony Pogranicza. Komisariat Straży Celnej „Rutki” 1 grudnia 1927 wchodził w skład w skład Inspektoratu Straży Celnej „Grajewo”. W drugiej połowie 1927 roku przystąpiono do gruntownej reorganizacji Straży Celnej. W praktyce skutkowało to rozwiązaniem tej formacji granicznej. Rozporządzeniem Prezydenta Rzeczypospolitej Polskiej Ignacego Mościckiego z 22 marca 1928 roku w jej miejsce powoływano z dniem 2 kwietnia 1928 roku Straż Graniczną. Rozkazem nr 1 z 12 marca 1928 roku w sprawach organizacji Mazowieckiego Inspektoratu Okręgowego Naczelny Inspektor Straży Celnej gen. bryg. Stefan Pasławski powołał komisariat Straży Granicznej „Rajgród”, który przejął ochronę granicy od rozwiązywanego komisariatu Straży Celnej.
Na podstawie rozkazu Mazowieckiego Inspektora Okręgowego nr 3 z 17 kwietnia 1928, w okresie reorganizacji, komisariat „Tworki” i komisariat „Rutki Stare” traktowano jako jeden komisariat.
Na podstawie rozkazu Mazowieckiego Inspektora Okręgowego nr 5 z 11 maja 1928, rozpoczęto organizację podkomisariatu  „Janówka”. Z komisariatu „Rutki Stare” wyłączono placówki I linii „Korytki” i „Grabówka”, a placówkę II linii „Janówka” wraz z posterunkiem informacyjnym zorganizowano od podstaw.

## Służba graniczna
Sąsiednie komisariaty
- komisariat Straży Celnej „Lipówka” ⇔ komisariat Straży Celnej „Tworki” − 1926

## Funkcjonariusze komisariatu
Kierownicy komisariatu
- komisarz Józef Bizio (był 1 XII 1927)[12]

Obsada personalna w 1926:
- kierownik komisariatu – komisarz Józef Bizio
- pomocnik kierownika komisariatu – starszy przodownik Ignacy Gogoliński

## Struktura organizacyjna
Organizacja komisariatu w 1926 roku:
- komenda – Rutki Stare
- placówka Straży Celnej  „Judziki”
- placówka Straży Celnej  „Popowo”
- placówka Straży Celnej  „Kukowo”
- placówka Straży Celnej  „Rutki Nowe”
- placówka Straży Celnej  „Rutki Stare”
- placówka Straży Celnej  „Grabów”

Organizacja komisariatu w 1927 roku:
- komenda – Rutki Stare
- placówka Straży Celnej  „Raczki”
- placówka Straży Celnej  „Jankielówka”
- placówka Straży Celnej  „Korytki”
- placówka Straży Celnej  „Chomontowo”
- placówka Straży Celnej  „Grabowo”
- placówka Straży Celnej  „Rutki Stare”
- placówka Straży Celnej  „Rutki Nowe”
- placówka Straży Celnej  „Kukowo”
- placówka Straży Celnej  „Popowo”
- placówka Straży Celnej  „Judziki”